# Wydział Informatyki Akademii Górniczo-Hutniczej w Krakowie
Wydział Informatyki (WI) – jeden z 18 wydziałów Akademii Górniczo-Hutniczej im. St. Staszica w Krakowie, powstały w wyniku oddzielenia się od Wydziału Informatyki, Elektroniki i Telekomunikacji w 2023 roku.
Wydział Informatyki AGH w Krakowie jest jednostką edukacyjną i naukową, która  kształci specjalistów w dziedzinie informatyki oraz najnowszych technologii, takich jak AI, Big Data, technologie kwantowe, uczenie maszynowe, systemy rozproszone czy Data Science. Prowadzone na Wydziale działania i projekty naukowe znajdują szerokie uznanie w kraju i za granicą.
Informatyka AGH należy do najbardziej renomowanych kierunków studiów technicznych w Polsce, o czym świadczą wysokie miejsca, jakie zajmuje Instytut w prestiżowych rankingach, takich jak Ranking Szkół Wyższych „Perspektywy” (I miejsce w 2019 r., II miejsce w 2018, 2020, 2021 i 2022 r.).

## Historia
Historia rozwoju Informatyki na AGH w Krakowie sięga lat 50 XX wieku. Narodziny Instytutu Informatyki w latach 80 były efektem fuzji grupy informatyków związanych z Instytutem Automatyki z analogicznym zespołem związanym z Instytutem Fizyki. Pierwszym dyrektorem (1980 r.) Instytutu Informatyki został prof. Jacek Mościński. 
W 2012 r. Wydział Elektrotechniki, Automatyki, Informatyki i Elektroniki został przekształcony w Wydziału Informatyki, Elektroniki i Telekomunikacji.  
6 lipca 2023, zarządzeniem Rektora AGH, prof. dr hab. inż. Jerzego Lisa, została wszczęta procedura utworzenia Wydziału Informatyki. 

## Władze
- Dziekan: prof. dr hab. inż. Marek Kisiel-Dorohinicki
  - Prodziekan ds. Nauki: prof. dr hab. inż. Krzysztof Boryczko
  - Prodziekan ds. Współpracy: prof. dr hab. inż. Aleksander Byrski
  - Prodziekan ds. Kształcenia: dr inż. Marek Gajęcki
  - Dyrektor Administracyjny: mgr Kinga Grzesik-Staroń[2]

## Działalność studencka

### Koła naukowe
- Koło Naukowe „Bit”
- Koło Naukowe ZeroDay

## Laboratoria badawcze
Centrum Informatyki AGH, umożliwiające kształcenie studentów w zakresie najnowszych technologii jest jednym z najnowocześniejszych obiektów dydaktyczno-naukowych w Europie. Jednocześnie jest jednym z pierwszych w Polsce „żywych laboratoriów”, którego infrastruktura teleinformatyczna może być wykorzystywana zarówno w celach edukacyjnych, jak i demonstracyjnych.
W doskonale zaprojektowanym budynku o powierzchni 7250 metrów kwadratowych znajduje się 15 nowoczesnych laboratoriów specjalistycznych.
Dzięki najnowocześniejszej infrastrukturze informatycznej możliwe jest skonfigurowanie każdego laboratorium „na żądanie”, zgodnie z wymaganiami prowadzących oraz potrzebami studentów.
Laboratoria badawcze Wydziału Informatyki AGH:
- Laboratorium Sieciowych Systemów Multimedialnych

- Laboratorium Sieci Komputerowych

- Laboratoria Inżynierii Oprogramowania i Systemów Baz Danych

- Laboratorium Układów Techniki Cyfrowej oraz Sprzętowego Przetwarzania Informacji

- Laboratorium Systemów Mobilnych

- Laboratorium Robotów Mobilnych